# Distretto di El Affroun
Il distretto di El Affroun è un distretto della provincia di Blida, in Algeria, con capoluogo El Affroun.